# Schwimmerschalter

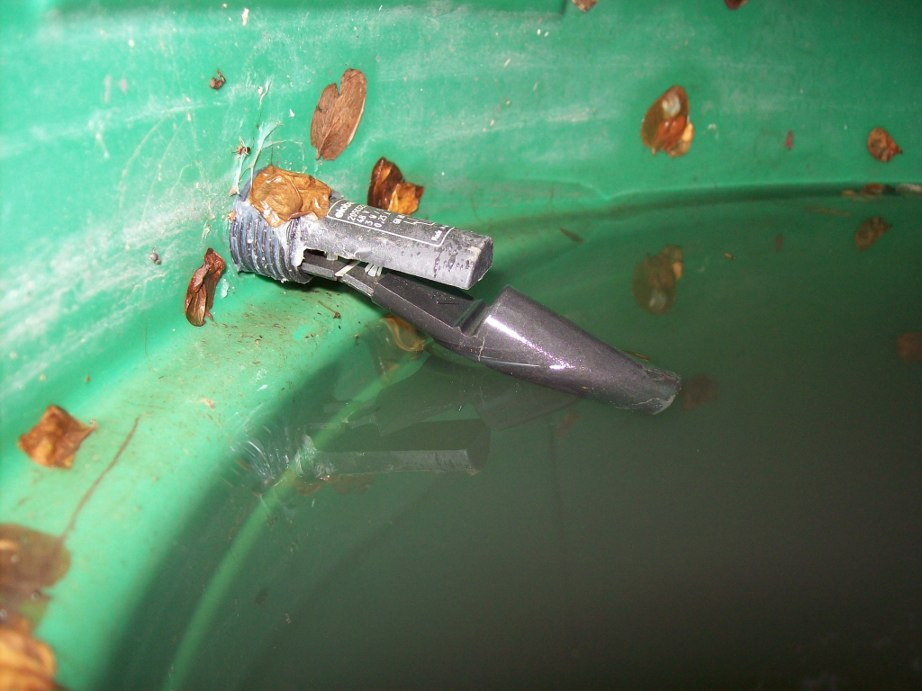
Ein Schwimmerschalter in einem Fass (im beweglichen Teil befindet sich ein Magnet, im befestigten Teil ein Reed-Relais)

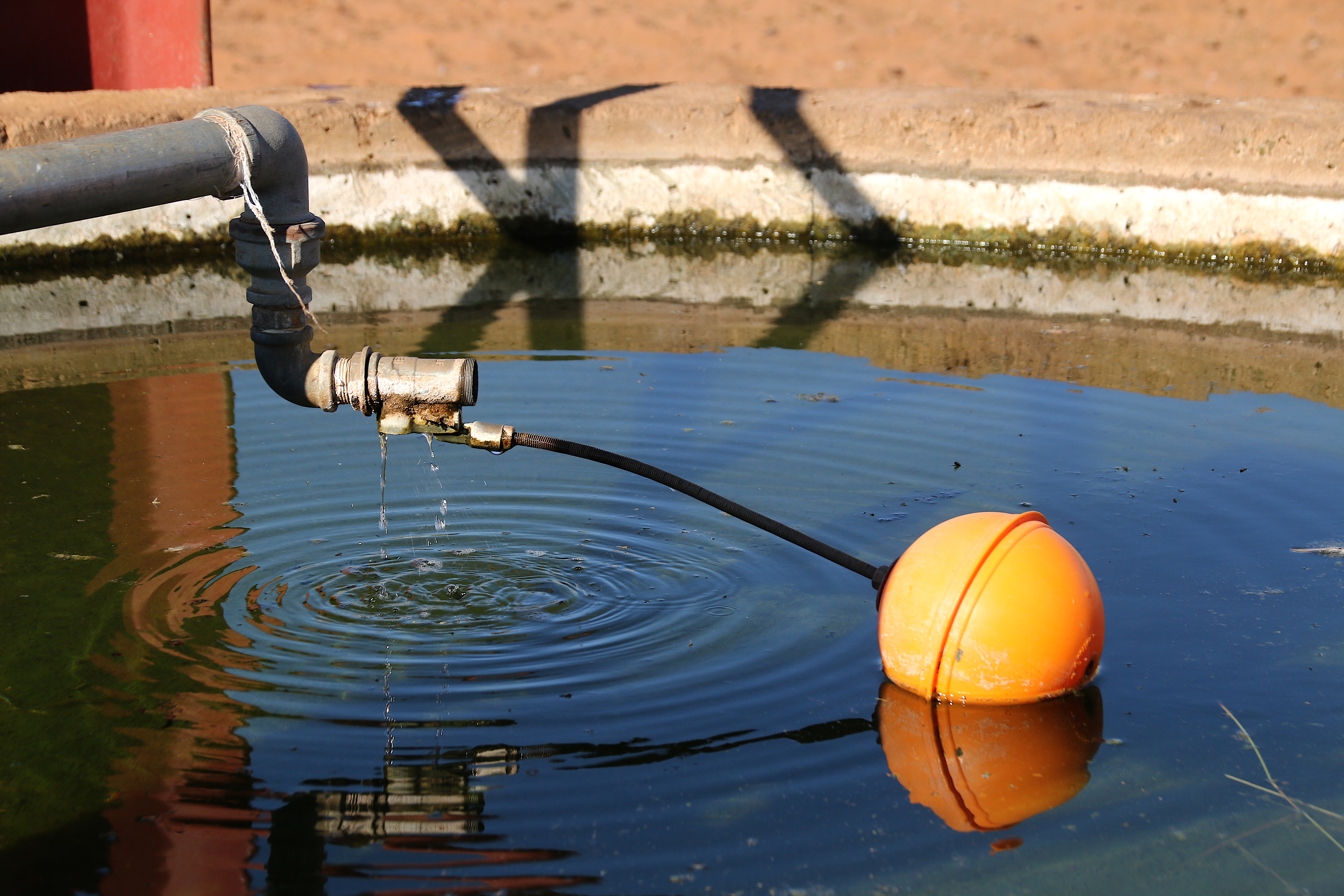
Mechanischer Schwimmregler in einer Tränke

Schwimmerschalter sind Schaltvorrichtungen, die durch einen von Flüssigkeit bewegten Schwimmer betätigt werden.

## Zweck
Schwimmerschalter dienen zur Detektion von Füllständen in Flüssigkeitsbehältern. Dadurch kann der Füllstand geregelt werden. Charakteristisch ist für jeden Schwimmerschalter die Hysterese zwischen dem Ein- und Ausschaltpunkt, wodurch sich entsprechende Pegelschwankungen ergeben.

### Beispiel
So kann ein Schwimmerschalter z. B. bei Unterschreitung eines bestimmten Niveaus ein Ventil öffnen, um Flüssigkeit in den Behälter nachzufüllen oder bei Überschreitung eines gewissen Pegels eine Pumpe einschalten, um den Füllstand abzusenken.
Eine andere typische Anwendung sind Tauchpumpen, die üblicherweise mit einem elektrischen Schwimmerschalter ausgerüstet sind, der bei Erreichen eines Minimumpegels den Antrieb abschaltet, um Trockenlauf zu vermeiden.

## Ausführungen
Die gebräuchlichsten Arten sind Schwimmerschalter,
- deren Schwimmer in einem hermetisch dichten Gehäuse mit einer Kugel bestückt ist, die abhängig von der Neigung infolge der Schwerpunktverlagerung auf einer vorgegebenen Leitbahn die Position verändert. Über ein Hebelsystem wird ein elektrischer Kontakt betätigt.

Geöffneter Schwimmerschalter einer Schmutzwasserpumpe
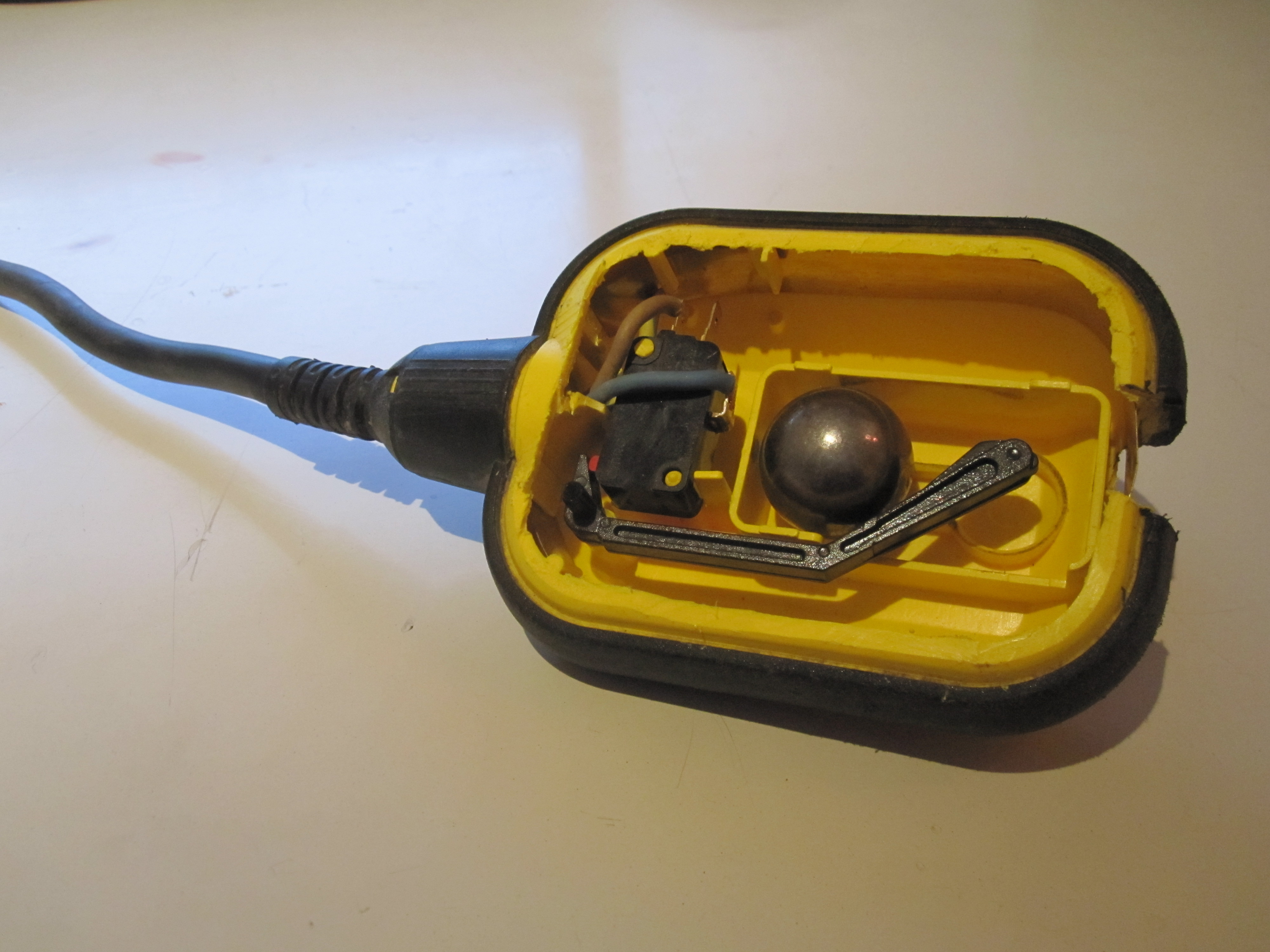
Schwimmerschalter (Ein)
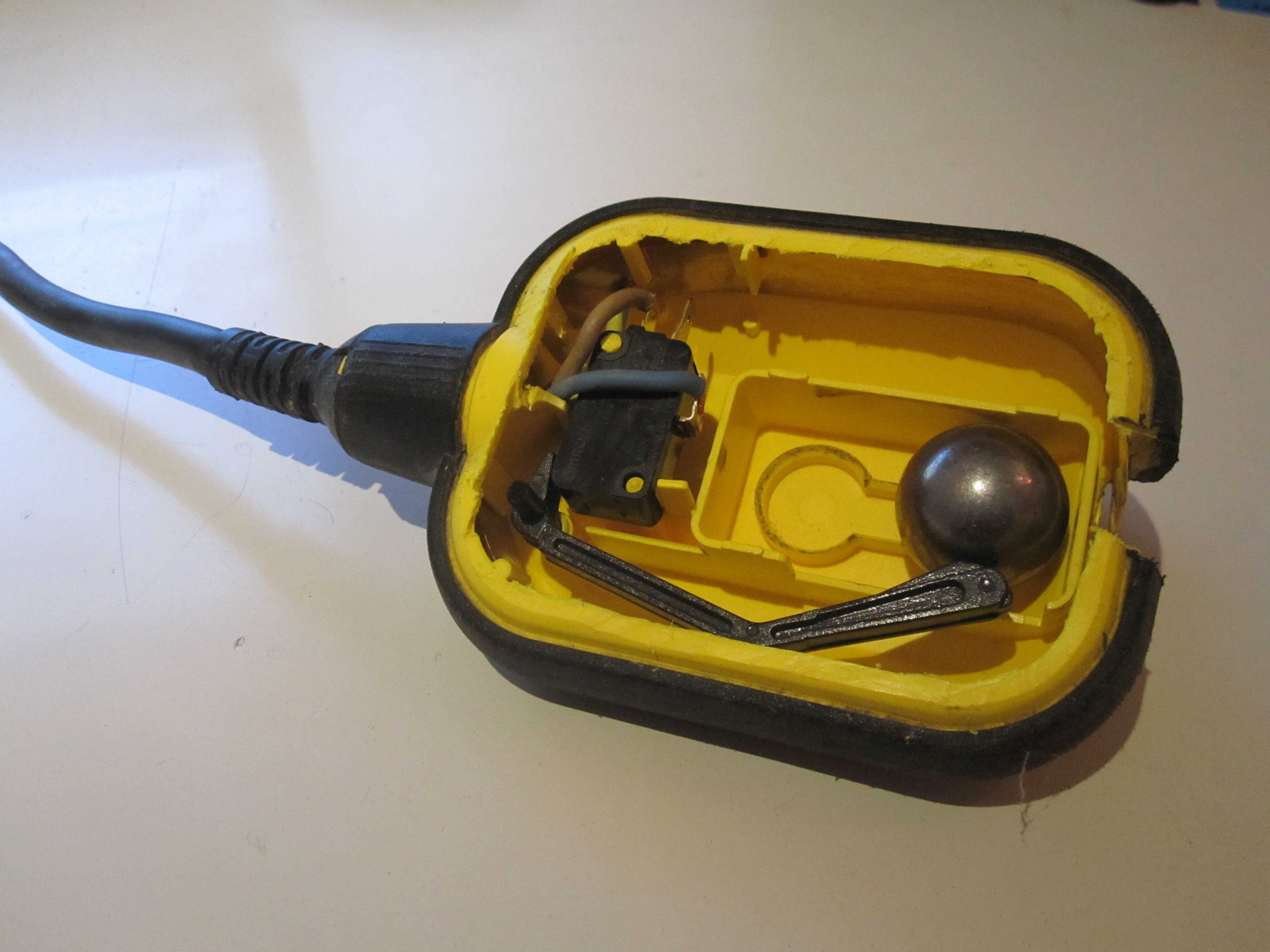
Schwimmerschalter (Aus)

- deren Schwimmer geführt und mit einem Permanentmagneten versehen ist, dessen Magnetfeld einen Reedkontakt oder einen Hall-Sensor mit einer elektronischen Auslöseschaltung aktiviert.
- deren Schwimmer über ein mechanisches Gestänge einen elektrischen Schalter betätigt.

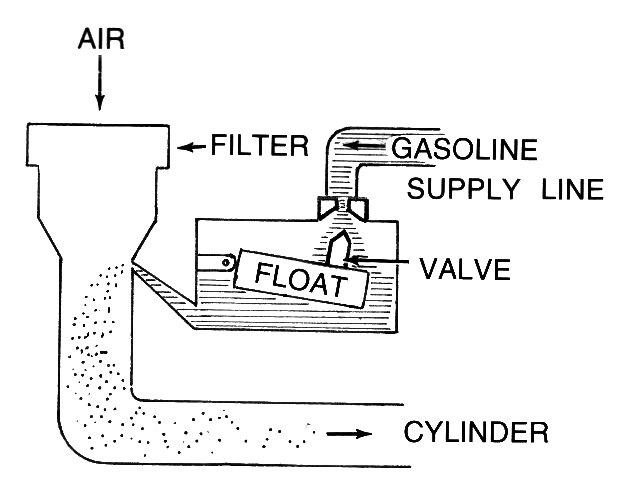
Schwimmerventil (Float/Valve) in einem Vergaser

- deren Schwimmer direkt auf ein Ventil einwirkt, z. B. im Vergaser von Verbrennungsmotoren das sog. Schwimmernadelventil oder im Spülkasten der Toilettenspülung die Schwimmerkugel auf das Schwimmerventil.

### Niveauschalter
- Niveauschalter werden über eine Membran durch den Druck einer Flüssigkeitssäule betätigt. Solche Niveauschalter sind häufig in Wasch- oder Geschirrspülmaschinen anzutreffen. Eine Variante ist der Differenzdruck-Membranschalter mit dann zwei Medienanschlüssen.
- Elektronische Niveauregler werten den elektrischen Widerstand einer Flüssigkeitssäule aus.

### Alternativen
Füllstandsmessungen, beispielsweise nach dem Ultraschallverfahren, zeigen kontinuierlich den Füllstand an und dienen auch zur Füllstandsregelung. Sie zählen aber nicht zu den Schwimmerschaltern, da sie keine Schaltfunktion mittels Schwimmer auslösen.
Als Alternative mit einem festen Schaltpunkt ist der Vibrationsgrenzschalter anzutreffen.